# Ca l'Elena (Cervera)
Ca l'Elena és una obra del poble de Malgrat, al municipi de Cervera (Segarra) protegida com a Bé Cultural d'Interès Local.

## Descripció
Conjunt d'edificacions aïllades. El cos principal consta de planta baixa, dues plantes i coberta de teula àrab a dues vessants. A la façana de migdia hi ha un cos de planta baixa i pis a manera de porxo i galeria amb dos arcs de mig punt. El parament d'ambdós és a base de carreus de diferents mides i escairats, disposats a filades i deixats a la vista.